# Heteronyx protervus
Heteronyx protervus är en skalbaggsart som beskrevs av Thomas Blackburn 1892. Heteronyx protervus ingår i släktet Heteronyx, och familjen Melolonthidae. Inga underarter finns listade i Catalogue of Life.